# Беренграбен

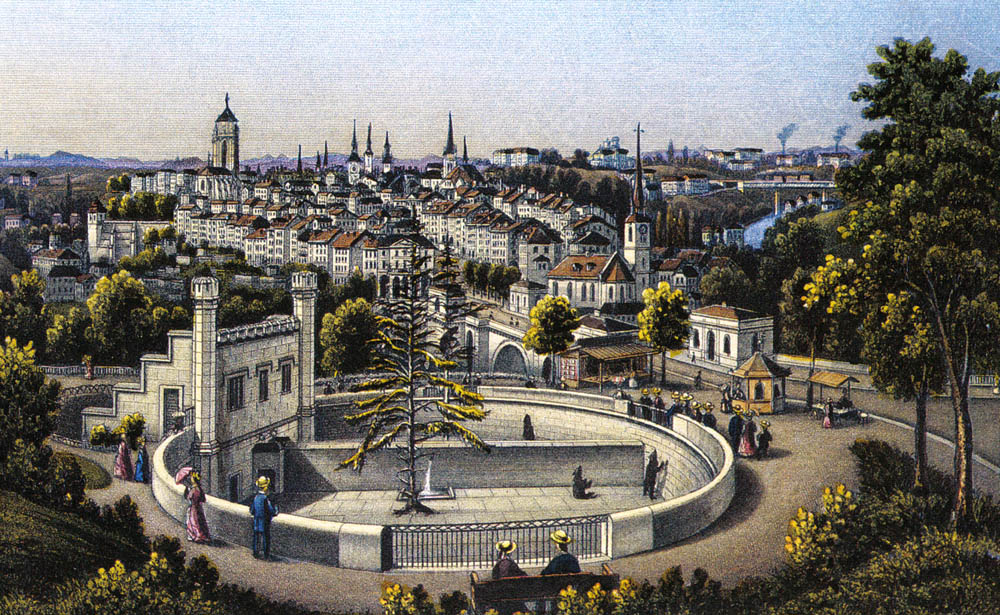
Беренграбен около 1880 года

Беренграбен (нем. Bärengraben, «Медвежий ров» или «Медвежья яма», фр. Fosse aux ours) — достопримечательность швейцарской столицы Берна, ров с примыкающим к нему небольшим парком (Медвежий парк, нем. Bärenpark Bern) в центре города, на противоположном от Старого города берегу реки Ааре. В Беренграбене живут медведи — геральдические символы города и кантона Берн.

## Описание
Ров известен с 1441 года (этим годом датирован документ о закупке городом желудей для корма медведям) и первоначально находился в Старом городе на площади, которая до сих пор называется Медвежьей (Беренплац). Нынешнее место является четвёртым (с 1857 года). В 1822 году во время путешествия по Европе в ров чуть было не свалился сорвавшийся с перил четырёхлетний Иван Сергеевич Тургенев; мальчика спас вовремя поймавший его за ногу отец. Тургенев впоследствии рассказал об этом событии в автобиографии 1875 года.
В 1925 году ров был дополнен небольшой траншеей для молодняка. В 1975 году по просьбам борцов за права животных условия жизни зверей были существенно улучшены: бетонный пол заменен на естественный земляной, было уменьшено число медведей, перегородки внутри ямы убрали. Последний обитатель старого рва, не имевшего выхода к реке — самец Педро — умер весной 2009 года.
В 2009 году усилиями зоозащитников для медведей было выгорожено дополнительное пространство вдоль берега Ааре (решение об этом было принято ещё в 2004 году). Работы вызвали общественную критику и официальное расследование из-за существенного перерасхода средств по сравнению с выделенной сметой. Исторический ров также сохранился и используется зверями, он соединён с берегом реки подземным ходом. Посетители могут наблюдать за медведями с моста Нидегбрюкке и со специально огороженных террас. Административно Медвежий парк является отдельной частью зоопарка Дельхёльцли.
В сентябре 2009 года президент России Дмитрий Медведев во время визита в Швейцарию подарил Берну двух медвежат Мишу и Машу, которых, однако, поселили не во рву, а в зоопарке Дельхёльцли, который находится примерно в 2 километрах к юго-западу.

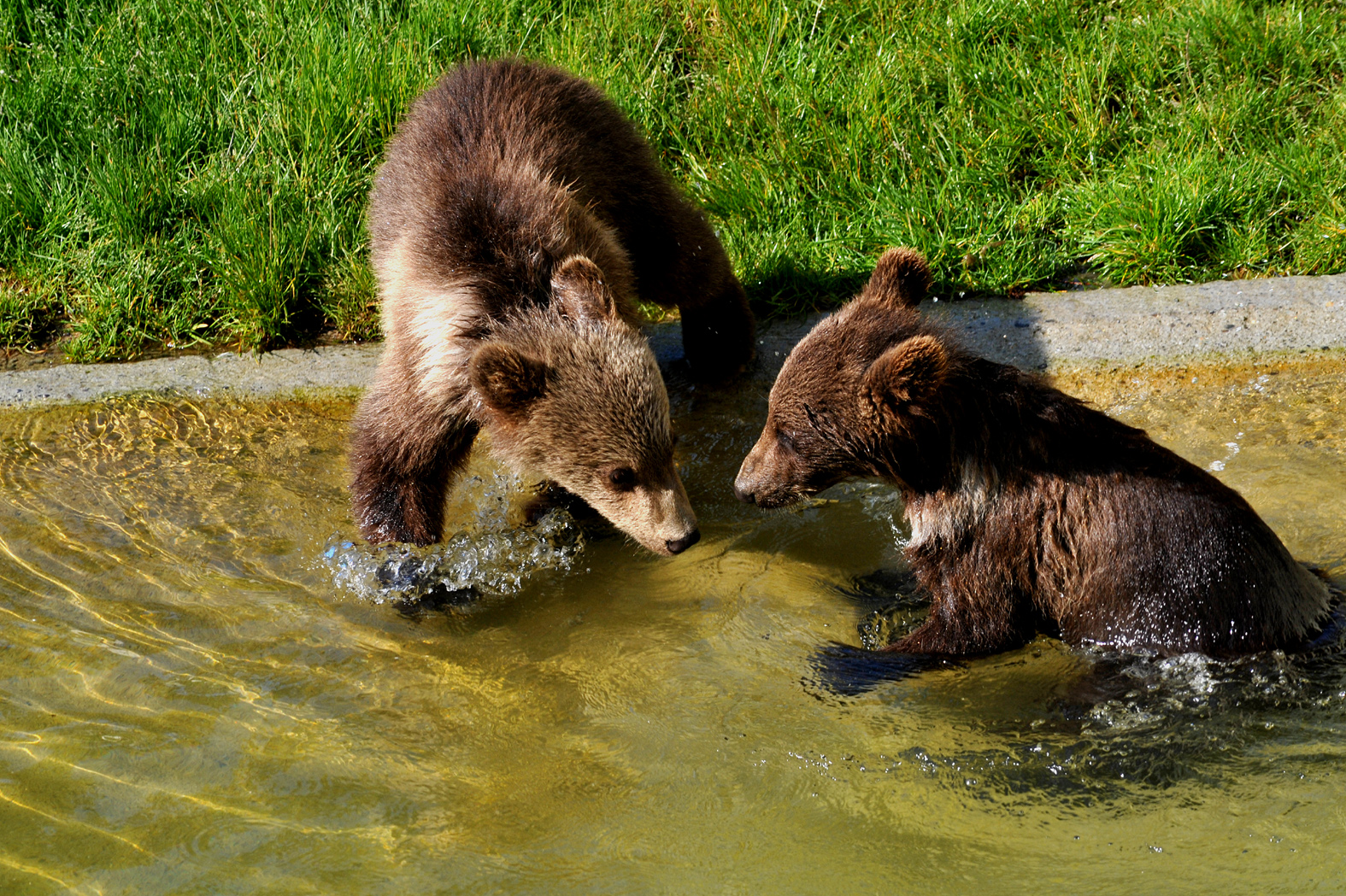
Медвежата Берна и Урсина

С октября 2009 года в новом парке живут родившийся в Финляндии медведь Финн и медведица Бьорк из Дании. В декабре 2009 года у них родились два медвежонка — Берна и Урс. По договорённости с городом Золотурн, небесным покровителем которого является мученик Урс Золотурнский (по-латыни ursus — медведь), один из рождающихся в Беренграбене медвежат всегда получает имя «Урс» или «Урсина». Осенью 2010 года выяснилось, что Урс женского пола, и зверя переименовали в Урсину.